# ماموتان
ماموتان (نام علمی: Mammutidae) یک دودمان باستانی و منقرض‌شده از پستانداران گیاه‌خوار بزرگ‌جثه متعلق به راسته فیل‌سانان است که ارتباط خویشاوندی دوری با فیل‌های امروزی داشتند. این دودمان از پستانداران میان دورهای الیگوسن تا هولوسن می‌زیستند و سنگواره‌‌‌های آن‌ها در آمریکای شمالی، آفریقا و اوراسیا کشف شده‌است. با وجود تشابه در خوانش نام علمی ماموتان ارتباط خویشاوندی نزدیکی با سرده ماموت ندارند و در ادبیات غیررسمی به منظور جلوگیری از اشتباه گرفتن این دو برای ماموتان از واژه ماستودون (پستانک‌دندان) استفاده می‌شود. آخرین و مشهورترین سرده ماموتان خود ماموت (ماستودون) است که در اواخر دور میوسن در آمریکای شمالی به وجود آمد و تا آغاز هولوسن در آن سرزمین به بقای خود ادامه داد.